# رود اینوا
رود اینوا (انگلیسی: Inva) یک رودخانه در سرزمین پرم کشور روسیه است.